# Thalassarche eremita
Thalassarche eremita là một loài chim trong họ Diomedeidae.